# Melésses
Melésses (grec moderne : Μελέσες) est une localité située dans le dème d'Archánes-Asteroússia, dans le district régional d'Héraklion, dans la périphérie de Crète, en Grèce.
Selon le recensement de 2021, elle compte 259 habitants.
Le village est situé à une altitude de 380 mètres. Il est déjà mentionné en 1271  sous le nom de casali Mellexe, puis en 1280 et 1281, en tant que Melesse et Micri ou Micre Melesse. En 1583, il est mentionné dans le recensement de Castrofilaca sous les noms de  Melesses Catto  et Melesses Apano, avec 217 et 192 habitants.